# Stamnaria
Stamnaria is een geslacht van schimmels uit de Helotiales Helotiales. Het geslacht is nog niet eenduidig bepaald (incertae sedis). De typesoort is Stamnaria persoonii.

## Soorten
Volgens Index Fungorum telt het geslacht zeven soorten:
| Soortnaam                                        | Auteur(s)                    | Publicatiejaar |
| ------------------------------------------------ | ---------------------------- | -------------- |
| Stamnaria americana                              | Massee & Morgan              | 1902           |
| Stamnaria herjedalensis                          | (Rehm) Bubák                 | 1903           |
| Stamnaria hyalopus                               | P. Karst.                    | 1887           |
| Stamnaria persoonii (Paardenstaartkraagbekertje) | (Moug.) Fuckel               | 1870           |
| Stamnaria pusio                                  | (Berk. & M.A. Curtis) Massee | 1891           |
| Stamnaria thujae                                 | Seaver                       | 1936           |
| Stamnaria yugrana                                | Filippova, Haelew. & Baral   | 2018           |